# The Duenna
The Duenna (en anglès, La propietària) és una òpera composta el 1947 pel compositor català Robert Gerhard.

## Història i context
Única òpera de Gerhard, va tenir diversos intents de presentació, però a causa del baix pressupost no es van assolir. Un dels llocs on es volia representar per primer cop va ser al Festival de la Societat Internacional de Música Contemporània d'Amsterdam el 1948.
Finalment, l'òpera es va estrenar en forma de concert al Camden Theatre l'any 1949, amb l'Orquestra de la BBC de Londres, dirigida per Stanford Robinson, en anglès. Després, es va interpretar al Covent Garden.
El 1951 es va anunciar en forma escenificada per al Festival de la Societat Internacional de Música Contemporània de Wiesbaden, però finalment Gerhard, que hi assistia, es va haver de conformar amb què fos novament cantada només en forma de concert, traduïda en aquest cas a l'alemany.
Trenta anys després, el 1992, The Duenna va ser estrenada finalment a escala mundial en forma d'òpera al Teatro de la Zarzuela de Madrid i al Liceu de Barcelona. L'òpera va ser enregistrada per primer cop, entre el maig i juny de l'any 1996, al Royal Concert Hall de Nottingham sota la direcció d'Antoni Ros-Marbà.

## Argument
Robert Gerhard va utilitzar com a llibret el text en anglès The Duenna, or The Double Elopement de Richard Brinsley Sheridan, del qual ja s'havia compost una òpera còmica en tres actes al segle xviii per Thomas Linley i el fill d'aquest. També, entre els anys 1940-1941, Prokófiev va escriure una Duenna, òpera que duu el subtítol Casament en un monestir.

### Acte I
Escena 1-"Un carrer davant de la casa de Don Jerome, a Sevilla".
Escena 2- "Una cantonada"
Escena 3- "Una cambra a casa de Don Jerome"
Escena 4- "Una plaça de Sevilla"

### Acte II
Escena 1- "Habitació de la casa de Don Jerome"
Escena 2- "Habitació petita a la casa d'Isaac"
Escena 3- "Una altra habitació a casa d'Isaac"

### Acte III
Escena 1- "El locutori d'un priorat"
Escena 2- "Habitacions nobles de la casa de Don Jerome"

## Anàlisi musical
L'òpera The Duenna, té un format tonal, centrat en l'escala de mi major, amb modulacions i jocs de contrasts tonals, i melodies que busquen el drama.
En les parts dialogades l'orquestra desenvolupa textures i contrapunt de temes que sovint creen unes dissonàncies semblants al llenguatge d'Alban Berg o Luigi Dallapiccola. L'òpera fou revisada a mitjan anys 1950 sense arribar a ser estrenada.
El 1992 va ser de nou revisada i retocada de cara a una escenificació per David Drew, el qual va tenir-ne cura de la partitura.